# Etenesh Diro
Etenesh Diro Neda (née le 10 mai 1991) est une athlète éthiopienne, spécialiste du 3 000 m steeple.

## Biographie
Elle remporte en 2009 la médaille d'argent des Championnats d'Afrique juniors dans l'épreuve du 3 000 m.
Elle participe aux Jeux olympiques de 2012, à Londres, et se classe sixième de la finale du 3 000 m steeple dans le temps de 9 min 19 s 89. Troisième du meeting Dagens Nyheter Galan de Stockholm, elle remporte fin août le Weltklasse Zurich en 9 min 24 s 97, établissant un nouveau record du meeting. Elle termine deuxième du classement général de la Ligue de diamant 2012, derrière la Kényane Milcah Cheywa. Le 23 novembre 2012, elle remporte le titre de championne d'Afrique de course en montagne.
Aux Jeux olympiques de 2016, à Rio, elle est impliquée dans une collision où elle perd une chaussure lors de la demi-finale du 3 000 m steeple. Pour éviter de perdre trop de temps, elle reprend la course avec une seule chaussure et termine à la septième place.

## Palmarès
| Date | Compétition           | Lieu             | Résultat | Épreuve     | Temps         |
| ---- | --------------------- | ---------------- | -------- | ----------- | ------------- |
| 2012 | Jeux olympiques       | Londres          | 6e       | 3 000 m st. | 9 min 19 s 89 |
| 2012 | Ligue de diamant      | Ligue de diamant | 2e       | 3 000 m st. | détail        |
| 2013 | Championnats du monde | Moscou           | 5e       | 3 000 m st. | 9 min 16 s 97 |
| 2016 | Jeux olympiques       | Rio de Janeiro   | 15e      | 3 000 m st. | 9 min 38 s 77 |
| 2016 | Ligue de diamant      | Ligue de diamant | 5e       | 5 000 m     | détails       |
| 2016 | Ligue de diamant      | Ligue de diamant | 6e       | 3 000 m st. | détails       |
| 2017 | Championnats du monde | Londres          | 7e       | 3 000 m st. | 9 min 22 s 46 |

### Records
| Épreuve         | Performance   | Lieu  | Date             |
| --------------- | ------------- | ----- | ---------------- |
| 3 000 m steeple | 9 min 13 s 25 | Paris | 1er juillet 2017 |